# NGC 411
NGC 411 ist ein offener Sternhaufen in der Kleinen Magellanschen Wolke im Sternbild Tukan am Südsternhimmel. Der Haufen ist etwas mehr als eine Milliarde Jahre alt. 
Das Objekt wurde im Jahr 1826 vom schottischen Astronomen James Dunlop entdeckt.